# Związki aromatyczne

Delokalizacja elektronów z orbitali p w cząsteczce benzenu

Związki aromatyczne – związki chemiczne, z reguły organiczne, posiadające w cząsteczce zdelokalizowane elektrony π, tworzące tzw. układ aromatyczny. Zapewnia on cząsteczce dużo większą trwałość niż należałoby oczekiwać dla związku zawierającego wiązania podwójne.
Warunki aromatyczności:
- budowa pierścieniowa
- płaska cząsteczka (atomy węgla o hybrydyzacji sp2)
- 4n+2 zdelokalizowanych elektronów, gdzie n – liczba naturalna (tzw. reguła Hückla; obowiązuje dla n=0–5[1])

Furan

Orbitale p w cząsteczce pirydyny ulegające delokalizacji oraz orbital sp^{2} atomu azotu z wolną parą elektronową

Problem struktury związków aromatycznych pojawił się, gdy zaobserwowano ich właściwości bardzo odbiegające od przewidzianych na podstawie wzorów strukturalnych. Były bardzo trwałe, nie reagowały w reakcji addycji, ulegały natomiast substytucji. By wyjaśnić te właściwości, zaproponowano, że wiązania podwójne w pierścieniu zlewają się ze sobą, tworząc jedną zdelokalizowaną chmurę elektronową. Żaden z tworzących ją elektronów nie jest przypisany do konkretnego atomu węgla. Budowę opisuje teoria rezonansu, zgodnie z którą budowy cząsteczki (rozmieszczenia w niej elektronów) nie można opisać jednym wzorem, jest ona zaś hybrydą (formą pośrednią) kilku różnych form różniących się jedynie rozmieszczeniem elektronów.
Najprostszy przedstawiciel obojętnych węglowodorów aromatycznych to benzen, w którym zdelokalizowane elektrony π pochodzą z układu trzech sprzężonych wiązań podwójnych. Najmniejszymi cząsteczkami aromatycznymi są trójatomowe pierścienie kationów cyklopropenylowych, zawierające dwa elektrony zdelokalizowane (n = 0 w regule Hückla). Zostały one przewidziane teoretycznie w roku 1952, a pierwszy związek tego typu (trwały, krystaliczny fluoroboran 1,2,3-trifenylcyklopropenylowy) otrzymał Ronald Breslow w 1957. W 1970 Breslow (wraz z Johnem T. Grovesem) otrzymał kilka soli niepodstawionego kationu cyklopropenylowego. Najprostszym przedstawicielem anionowych związków aromatycznych jest jon cyklopentadienylowy, występujący np. w ferrocenie.
W związkach heterocyklicznych jedna ze zdelokalizowanych par elektronowych może pochodzić w całości od heteroatomu, np. w cząsteczce furanu cztery elektrony π pochodzą z dwóch sprzężonych wiązań podwójnych, a dwa elektrony π pochodzą z wolnej pary elektronowej atom tlenu. Natomiast w pirydynie atom azotu dostarcza tylko jednego elektronu π.

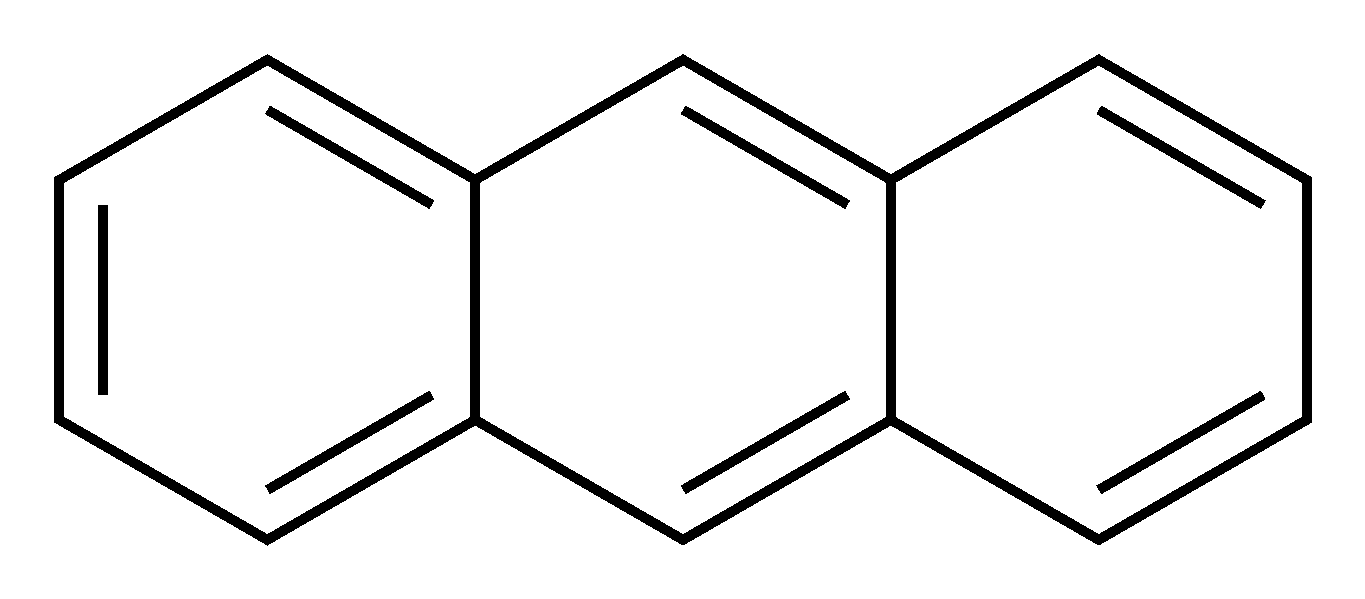
Antracen

Związki zbudowane z wielu skondensowanych pierścieni aromatycznych znane są jako wielopierścieniowe węglowodory aromatyczne (PAH).
Przykładem nieorganicznego związku aromatycznego jest borazol.